# Anastrepha matertela
Anastrepha matertela är en tvåvingeart som beskrevs av Zucchi 1979. Anastrepha matertela ingår i släktet Anastrepha och familjen borrflugor. Inga underarter finns listade i Catalogue of Life.